# I Can Hear Music
Singles de The Beach Boys
Bluebirds over the Mountain
(1968) Break Away
(1969)
I Can Hear Music est une chanson pop écrite par Jeff Barry, Ellie Greenwich et  Phil Spector. À l'origine elle est enregistrée par les Ronettes en 1966. La chanson est plus tard reprise par les Beach Boys en 1969, puis par Larry Lurex, un pseudonyme de Freddie Mercury en 1973, et par José Hoebee en 1983.
I Can Hear Music est reprise par le groupe pop The Beach Boys en 1969, sur leur album 20/20 et elle possède la particularité d'avoir Carl Wilson au chant.
Comme Brian Wilson perd de plus en plus son goût à produire le groupe, son jeune frère Carl devient le producteur et le leader des Beach Boy. I Can Hear Music est considérée par beaucoup comme la première expérience de Carl dans ce rôle.
En tant que single, la chanson atteint la 24e place dans les charts américains et la 10e chez les Britanniques. En 1996, les Beach Boys réenregistrent la chanson, avec le chanteur Kathy Troccoli, pour leur album country Stars and Stripes Vol. 1. Cet enregistrement sort comme single et monte au 16e rang du US Adult Contemporary singles chart.